# Shusuke Sakamoto
Shusuke Sakamoto (坂本 修佑 Sakamoto Shusuke?, Osaka, 22 de marzo de 1993) es un futbolista japonés que juega como defensa en el Criacao Shinjuku.

## Trayectoria

### Clubes
| Club              | País  | Año       |
| ----------------- | ----- | --------- |
| Nara Club         | Japón | 2015-2017 |
| Azul Claro Numazu | Japón | 2018-2020 |
| Nara Club         | Japón | 2020-2021 |
| F. C. Osaka       | Japón | 2021-2024 |
| Criacao Shinjuku  | Japón | 2025-     |